# Wissberg (bergstopp i Schweiz, Graubünden)
Wissberg är en bergstopp i Schweiz.   Den ligger i regionen Maloja och kantonen Graubünden, i den sydöstra delen av landet, 170 km öster om huvudstaden Bern. Toppen på Wissberg är 2 980 meter över havet, eller 198 meter över den omgivande terrängen. Bredden vid basen är 0,98 km.
Terrängen runt Wissberg är bergig åt sydost, men åt nordväst är den kuperad. Runt Wissberg är det mycket glesbefolkat, med 3 invånare per kvadratkilometer.. Närmaste större samhälle är Sils-Segl Maria, 18,4 km öster om Wissberg. 
Trakten runt Wissberg består i huvudsak av gräsmarker.